# Eragrostis nigricans
Eragrostis nigricans es una especie de hierba perteneciente a la familia de las poáceas. Es originaria de Argentina.

## Taxonomía
Eragrostis nigricans fue descrita por (Kunth) Steud. y publicado en Nomenclator Botanicus. Editio secunda 1: 563. 1840.
Etimología
Eragrostis: nombre genérico que deriva del griego, eros (amor) o era (tierra) y agrostis (hierba), probablemente en alusión a la característica, terrenal (humana) del aroma femenino de las inflorescencias de muchas de sus especies. Menos descriptivas son las interpretaciones publicadas que incluyen  espiguillas bailando con gracia, bastantes espiguillas y "significado del nombre de dudoso".
nigricans: epíteto latíno que significa "negruzco".
Sinonimia
- Eragrostis nigricans var. nigricans
- Eragrostis nigricans var. punensis Nicora
- Eragrostis nigricans var. tristis (Jedwabn.) Pilg.
- Eragrostis subatra Jedwabn.
- Eragrostis tristis Jedwabn.
- Megastachya nigricans (Kunth) Roem. & Schult.
- Poa nigricans Kunth[5][6]